# Modellserie
Eine Modellserie ist eine Anzahl von in Serienfertigung hergestellter Bauteile oder Geräte, die in der Regel durch die Kombination eines Markennamens mit einem Produktnamen gekennzeichnet wird. Die technische Generation des Produkts wird manchmal zusätzlich durch Zahlen angegeben.
Im Unterschied zu den Begriffen Typ oder Bauart, mit denen oft allgemeine Unterscheidungsmerkmale charakterisiert werden, sind Modellserien konkrete Produkte. 
Ein Modell in diesem Sinne ist die fertigungstechnische Realisierung eines marktreifen Produkts nach Bauplänen, meist im Anschluss an Prototypen oder Nullserien, während der Ausdruck Modellierung umgekehrt die Vereinfachung oder Idealisierung von untersuchten Zusammenhängen bezeichnet. Die gegensätzlichen Begriffe haben gemeinsam, dass das Modell hier wie dort das Ergebnis einer Konstruktion ist.